# Jean Rhys
Jean Rhys é o pseudónimo literário de Ella Gwendolen Rees Williams (Roseau, Dominica, 24 de agosto de 1890 – Exeter, 14 de maio de 1979), romancista e contista dominiquesa da primeira metade do século XX. Seus primeiros romances foram publicados nas décadas de 1920 e 1930 mas, até a publicação do seu romance Wide Sargasso Sea, em 1966 (traduzido em Portugal e no Brasil como Vasto Mar de Sargaços, respectivamente pela Bertrand, em 2009, e pela Rocco, em 2012) não era considerada uma figura literária relevante.  Por este romance ganhou em 1967 o prestigiado prémio literário outorgado por  WH Smith, o WH Smith Literary Award. O interesse em sua obra tem crescido vertiginosamente desde então, tanto por parte do grande público leitor, quanto dos teóricos e críticos da literatura, principalmente relacionados aos estudos pós-coloniais e feministas.

## Biografia
Ryhs nasceu em  Roseau, quando Dominica ainda era uma colónia britânica, filha de um médico galês  e de mãe crioula com ascência escocesa. Aos 16 anos mudou-se para Londres, onde estudou e, mais tarde, tornou-se  modelo e  corista, sem grande sucesso, ao ponto de chegar a ser detida na prisão de Holloway.
Na década de 1920, viajou pelo continente europeu, trabalhando como artista boémia. Nesse período, residiu temporariamente em Paris e viveu na pobreza. Foi nessa fase da sua vida que se familiarizou com a arte e literatura modernista. Suas experiências na sociedade patriarcal e o sentimento de deslocamento influenciaram alguns dos seus trabalhos, pois em sua infância não se sentia aceita pela sociedade crioula nem pela europeia existente na sua ilha natal.
A maioria das suas obras trata de mulheres deslocadas de seus ambientes naturais e que viviam à margem da sociedade. Seu estilo se carateriza pela mescla de técnicas modernistas e de sensibilidades próprias da sociedade caribenha de que ela provinha.
Sua obra foi promovida inicialmente por Ford Madox Ford, escritor com o qual se relacionou e que criou seu pseudónimo, e mais tarde Diana Athill, ajudou Ryhs a chegar ao grande público ao publicar Wide Sargasso Sea, adaptada à televisão pela  BBC.
Durante o último período da sua vida, viveu em Londres junto de um amigo intérprete de jazz britânico, George Melly. Escreveu uma sarcástica canção de amor para ele juntamente com  John Chilton, intitulada Life with you. Os seus escritos e objetos pessoais se encontram na Biblioteca Mac Farlin da  Universidade de Tulsa, no departamento de coleções especiais e arquivos da universidade.